# ری گیلن
ری گیلن (انگلیسی: Ray Gillen؛ ۱۲ مهٔ ۱۹۵۹ – ۱ دسامبر ۱۹۹۳) یک موسیقی‌دان اهل ایالات متحده آمریکا بود.